# Skelly Alvero
Skelly Alvero (* 2. Mai 2002 in Stains) ist ein französischer Fußballspieler.

## Karriere
Alvero spielte in der Jugend von Red Star Paris, ehe er sich 2017 dem FC Sochaux anschloss. Im September 2020 kam er erstmals für die zweite Mannschaft in der fünftklassigen National 3 zum Einsatz, für die er bis zum Abbruch der Saison aufgrund der COVID-19-Pandemie drei Ligapartien bestritten hatte. In der Folgesaison 2021/22 war er Stammspieler in der Reserve und kam zu 20 Einsätzen in der fünfthöchsten französischen Liga, wobei er ein Tor erzielte. Zudem debütierte er im November 2021 für die erste Mannschaft in der Coupe de France. Nachdem er im Februar 2022 seinen ersten Profivertrag in Sochaux unterschrieben hatte, rückte der Mittelfeldspieler zur Saison 2022/23 dauerhaft in den Kader der ersten Mannschaft und gab im August 2022 gegen den Amiens SC auch sein Debüt in der Ligue 2.
Im Juli 2023 wechselte der Spieler in die Ligue 1 zu Olympique Lyon. Ende Januar 2024 wurde er bis zum Ende der Saison 2023/24 in die Bundesliga an Werder Bremen verliehen. Nach sechs Ligaeinsätzen verpflichteten ihn die Bremer zur Saison 2024/25 per Option fest.